# Гала Лупанио
Гала Лупанио или също Гала Гауло (на италиански: Galla Lupanio; Galla Gaulo) е петият дож на Венеция. Той управлява от 755 до 756 г.

## Биография
За него няма много сведения. Имал прякорите infedelis (неверен) или vir sceleratissimus (безскрупулен). Неговите рождени и смъртни дати не са известни.
Гала бил приятел на Диодато Ипато. Възползва се от фазата на неясни отношения между лангобардите и франките, изгонва избрания дож и завзема властта във Венеция. След няколко месеца е изгонен от последния лангобарски крал Дезидериус.
Наследен е на поста си от Доменико Монегарио (756 – 764).